# Дженні Лі Ліндберг
Дженніфер Лі Ліндберг (англ. Jennifer Lee Lindberg, нар. 30 липня 1981) — американська музикантка, авторка пісень і продюсерка, найзнаніша як басистка інді-рок гурту Warpaint. Також випускає сольні альбоми під псевдонімом «Jennylee».

## Особисте життя
Ліндберг народилася 30 липня 1981 року в Елко (Невада). Дочка медсестри Шеррі Соссамон і Тодда Ліндберга. Вона є сестрою актриси та музикантки Шеннін Соссамон. Після розлучення батьків, коли Ліндберг було два роки, її з сестрою виховувала мати, яка повторно вийшла заміж за Ренді Голдмана. Її бабуся по материнській лінії має гавайське та філіппінське походження, а решта її предків — англійці, німці, французи та ірландці. Виросла в Ріно (Невада), Ліндберг переїхала до Лос-Анджелеса, штат Каліфорнія, коли стала дорослою.
Раніше вона була одружена з Крісом Каннінгемом, найвідомішим як режисер кліпів на сингли Aphex Twin «Come to Daddy» та «Windowlicker». Вони розлучилися у 2016 році.

## Кар'єра

### Warpaint

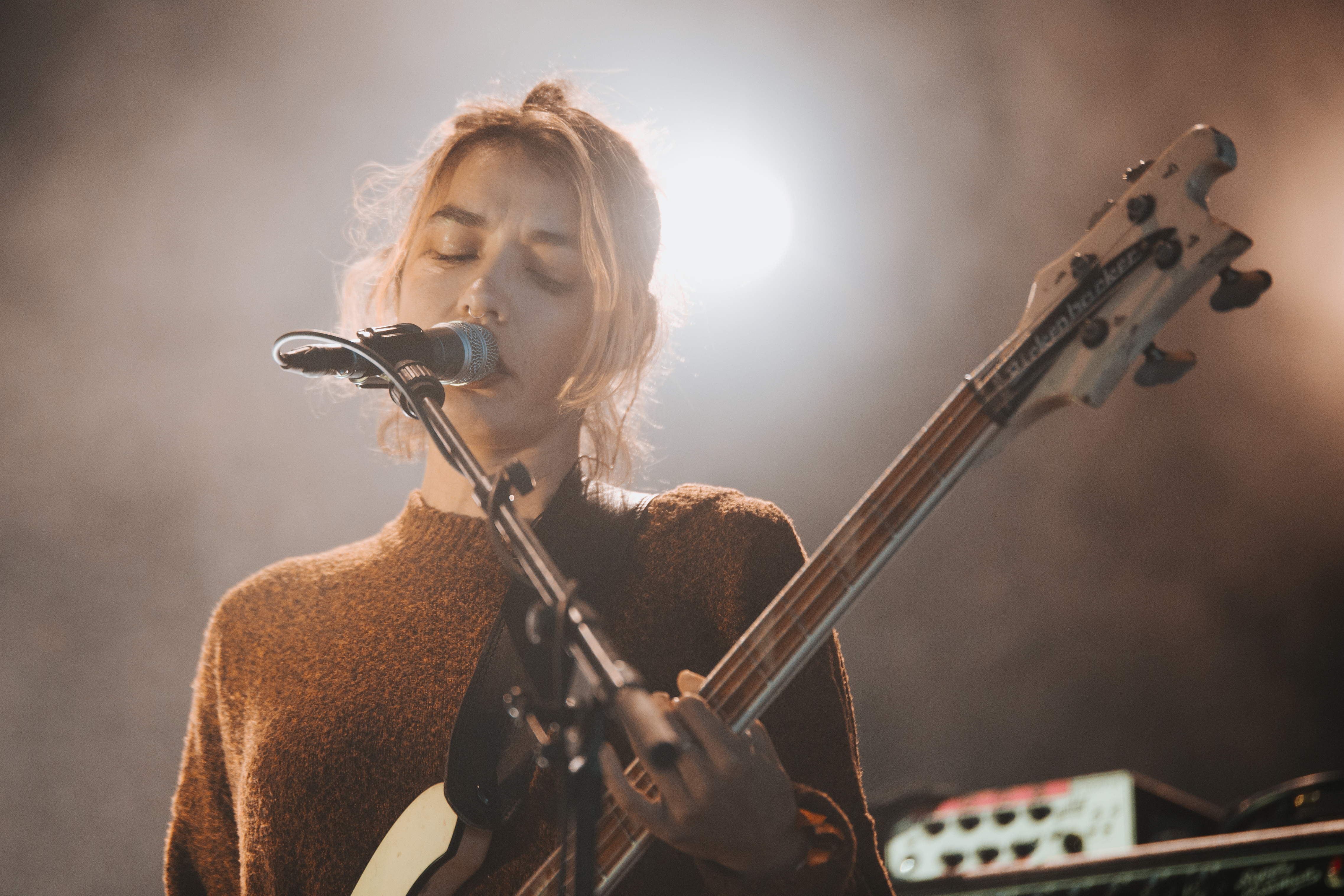
Ліндберг виступає з Warpaint на Фестивалі Роскілле 2017 року в Роскілле, Данія.

Ліндберг «випадково зустріла» Емілі Кокал під час одного з діджейських сетів Соссамон, невдовзі після переїзду до Лос-Анджелеса, і заснувала Warpaint разом з нею, Терезою Вейман і Соссамон на День Святого Валентина 2004 року. Після 18 місяців репетицій і написання оригінального матеріалу, Warpaint почали регулярно виступати в Лос-Анджелесі і самостійно випустили свій дебютний мініальбом Exquisite Corpse у серпні 2008 року.
Дебютний студійний альбом Warpaint, The Fool, вийшов у жовтні 2010 року на лейблі Rough Trade Records після низки змін у складі гурту, включаючи залучення барабанщиці Стелли Мозгави. Альбом був добре прийнятий критиками і посів 176 місце в чарті Billboard 200. Другий однойменний студійний альбом гурту вийшов у січні 2014 року, на двох треках якого Ліндберг виконала вокальні партії: «Disco//very» і «CC». Отримавши схвальні відгуки і потрапивши в чарти кількох країн, Warpaint досягнув топ-10 у UK Albums Chart, ірландського чарту незалежних альбомів, а також чартів альтернативних, незалежних альбомів Tastemaker і Billboard.

### Сольні роботи
Дебютний сольний студійний альбом Ліндберг, Right On!, вийшов 11 грудня 2015 року на лейблі Rough Trade; вона була записана під псевдонімом «Jennylee». Альбом, що містить елементи new wave та готичного року, був спродюсований Ліндберг разом із Нормом Блоком, а на барабанах грала Мозгава з Warpaint.
Другий сольний альбом Heart Tax вийшов у травні 2022.

### Колаборації
Протягом своєї кар'єри Ліндберг співпрацювала з іншими музикантами. 2009 року вона зіграла на бас-гітарі в альбомі Браяна Блейда Mama Rosa (2009). Пізніше вона зіграла на бас-гітарі в «Goodbye Lovers & Friends», пісні з альбому Zig Zaj гурту Boom Bip (2011), та «The Madness of Clouds», пісні з альбому Вів Альбертин The Vermilion Border (2013). Ліндберг працювала з Джиммі Джаннопулосом з Lolawolf над проєктом CRW$HD. У 2020 році вона зіграла на бас-гітарі в альбомі Фібі Бріджерс Punisher. 2021 року в рамках проєкту «Singles Club» Ліндберг співпрацювала з фронтменом Depeche Mode Дейвом Гааном над синглом «Stop Speaking», який потрапив до її другого сольного альбому.

## Музичний вплив
У юному віці Ліндберг слухала гурт Tears for Fears, який вплинув на її подальшу музику. У своєму «списку великих музикантів усіх часів» вона також згадує бас-гітариста Джа Воббла з Public Image Ltd, який вплинув на її творчість. Вона назвала Сюсі Сю з Siouxsie and the Banshees одним зі своїх улюблених голосів усіх часів, сказавши: «Я дуже поважаю Сюсі, і вона дала мені багато натхнення протягом багатьох років». Сильвестр, Карлі Саймон, Art of Noise, Kraftwerk, Aphex Twin і Depeche Mode також надихали її.

## Дискографія
Сольно
- Right On! (2015)
- Heart Tax (2022)

З Warpaint
- Exquisite Corpse EP (2008)
- The Fool (2010)
- Warpaint (2014)
- Heads Up (2016)
- Radiate Like This (2022)

Як запрошений гість
- Браян Блейд — Mama Rosa (2009)
- Boom Bip — «Goodbye Lovers & Friends» на Zig Zaj (2011)
- Вів Альбертин — «The Madness of Clouds» на The Vermilion Border (2012)
- TT — «Take One» на LoveLaws (2018)